# 法然上人二十五霊場
法然上人二十五霊場（ほうねんしょうにんにじゅうごれいじょう）は、浄土宗の開祖である法然ゆかりの寺院を巡る霊場巡拝である。札番付き寺院が25箇所のほかに、番外である「縁故本山」と「特別霊場」が1箇所ずつあり、計27箇所となる。
円光大師二十五霊場とも言い、宝暦年中（1751年 - 1763年）のころ、大阪・難波の順阿、京都・洛西の廊誉という2人の僧の発起によって、法然と御縁の深い霊場二十五箇所を巡拝したことに始まるといわれ、1924年（大正13年）に史実や記伝などに徴して若干の寺院の更改が行われたが、1959年(昭和34年)3月法然上人750回忌を迎えるに際して、『元祖法然上人霊蹟巡拝の栞』が刊行され遺跡を紹介しているが、宝暦年中のものを踏襲している。1974年(昭和49年)に浄土宗開宗800年を記念し、再興された。また、当霊場は浄土宗の寺院を中心にした巡拝であるが、法然の足跡を巡る霊場であるので真言宗や天台宗などの寺院も含まれている。
札所は中国・四国地方から近畿地方に渡る。また、二十五箇所の霊場を巡拝するのは、法然上人の命日である1月25日や、念仏来迎の聖衆の二十五菩薩の数にちなむとの説である。

## 霊場一覧
寺社名は専用納経帳の表記に合わせている。（ ）内は補足。
| 札所番号 | 注     | 寺名                        | 宗派                       | 所在地                                         | 補足                       |
| -------- | ------ | --------------------------- | -------------------------- | ---------------------------------------------- | -------------------------- |
| 第一番   | □      | 誕生寺                      | 浄土宗・特別寺院           | 岡山県久米南町誕生寺里方808                    | 誕生地                     |
| 第二番   | □      | 法然寺                      | 浄土宗                     | 香川県高松市仏生山町甲3215                     | 四国配流地                 |
| 第三番   |        | 十輪寺                      | 浄土宗西山禅林寺派         | 兵庫県高砂市高砂町横町1074                     | 四国配流時漁師教化地       |
| 第四番   |        | 如来院                      | 浄土宗                     | 兵庫県尼崎市寺町11                             | 四国配流時遊女教化地       |
| 第五番   | ◎・注1 | 勝尾寺 二階堂               | 高野山真言宗               | 大阪府箕面市勝尾寺                             | 四国配流後滞在地           |
| 第六番   | □      | 四天王寺 阿弥陀堂（念仏堂） | 和宗                       | 大阪府大阪市天王寺区四天王寺1-11-18            | 日想観修行地               |
| 第七番   |        | 一心寺                      | 浄土宗                     | 大阪府大阪市天王寺区逢阪2丁目8-69              | 日想観修行地               |
| 第八番   | △      | 報恩講寺                    | 西山浄土宗                 | 和歌山県和歌山市大川117                        | 配流後漂着地               |
| 第九番   | ◎      | 當麻寺 奥院                 | 浄土宗                     | 奈良県葛城市當麻1263                           | 上人御影霊場               |
| 第十番   | ☆      | 法然寺                      | 浄土宗                     | 奈良県橿原市南浦町908                          | 高野山帰途立寄・民衆教化地 |
| 第十一番 | □・注2 | 東大寺 指図堂               | 華厳宗                     | 奈良県奈良市雑司町                             | 浄土三部経講説場           |
| 第十二番 | ☆・注3 | 欣浄寺                      | 浄土宗                     | 三重県伊勢市一ノ木2丁目6-7                     | 日の丸名号感得地           |
| 第十三番 | 注4    | 清水寺 阿弥陀堂             | 北法相宗                   | 京都府京都市東山区清水町1丁目                  | 不断念仏霊場               |
| 第十四番 |        | 正林寺                      | 浄土宗                     | 京都府京都市東山区渋谷通東大路東入三丁目上馬町 | 平重盛邸跡説法地           |
| 第十五番 | ☆      | 源空寺                      | 浄土宗                     | 京都府京都市伏見区瀬戸物町745                  | 大仏開眼後立寄・民衆教化地 |
| 第十六番 | 注5    | 光明寺                      | 西山浄土宗・総本山         | 京都府長岡京市粟生西条丿内26-1                 | 遺骸火葬地                 |
| 第十七番 | ◎      | 二尊院                      | 天台宗                     | 京都府京都市右京区嵯峨二尊院門前長神町         | 七箇条制戒製作地           |
| 第十八番 | ☆      | 月輪寺                      | 天台宗                     | 京都府京都市右京区嵯峨清滝月ノ輪町37           | 頭上光輪感得地             |
| 第十九番 | ☆      | 法然寺                      | 浄土宗                     | 京都府京都市右京区嵯峨天龍寺立石町1            | 熊谷蓮生父旧館             |
| 第廿番   |        | 誓願寺                      | 浄土宗西山深草派・総本山   | 京都府京都市中京区新京極桜之町453              | 説法地                     |
| 第廿一番 | ◎      | 勝林院                      | 天台宗                     | 京都府京都市左京区大原勝林院町                 | 大原問答地                 |
| 第廿二番 |        | 大本山 百万遍知恩寺         | 浄土宗                     | 京都府京都市左京区田中門前町103                |                            |
| 第廿三番 |        | 大本山 清浄華院             | 浄土宗                     | 京都府京都市上京区寺町通広小路上ル北之辺町395  | 禁裏内道場下賜地           |
| 第廿四番 | 注6    | 大本山 黒谷 金戒光明寺      | 浄土宗                     | 京都府京都市左京区黒谷町121                    | 浄土宗開宗時白河禅房       |
| 第廿五番 | □      | 総本山 知恩院               | 浄土宗                     | 京都府京都市東山区林下町400                    | 浄土宗総本山・上人往生地   |
| 縁故本山 | ◎      | 永観堂 禅林寺               | 浄土宗西山禅林寺派・総本山 | 京都府京都市左京区永観堂町48                   |                            |
| 特別霊場 | ☆      | 黒谷 青龍寺                 | 天台宗（知恩院が管理）     | 滋賀県大津市坂本4220                           | 浄土開宗地                 |

- 団体はすべての札所で予約が必要。個人で参拝し朱印を受ける際は以下の点に注意。
  - 注の欄に☆がある寺院は納経関係者が数人しかおらず、予め電話で確認をしていないと留守などで朱印の押印をしてもらえない可能性がある。特に月輪寺と青龍寺は長く歩いたあとに到達できる寺院であるので要注意。月輪寺の宝物殿拝観は事前に要予約。
  - 注の欄に△がある寺院は、参拝前に「必ず」電話予約を要する。
  - ◎は札所の堂、または納経所が有料拝観区域にあり、拝観料が必須の札所
  - □は寺の一部に有料拝観区域があるものの、札所の堂および納経所は無料区域にある札所
  - 注1の勝尾寺二階堂は、普段は札所の堂が閉扉している。基本的に予約を受けた団体向けのみ平日しか開扉せず、個人は堂の外部からの参拝となるが、朱印の押印は常に寺内の西国札所と同じ納経所で可能。
  - 注2の東大寺指図堂は、以前は基本的には土曜・休日のみの開扉であった。2023年の修理完成後は隣接する写経道場の受付も兼ねることになり、毎日開くようになった。なお、臨時閉扉日の朱印押印は東大寺寺務所（本坊）で可能。
  - 注3の欣浄寺は2021年に火災で全焼し、再建準備中であるため、朱印を受けるためには予約をして日時を指定することが必須となる。予約日時になると別の寺院の僧が現地にある仮本堂に出向いて朱印を行う。連絡先は法然上人二十五霊場公式ホームページを参照のこと。
  - 注4の清水寺阿弥陀堂は、納経場所が本堂を過ぎたところにある「清水寺納経所」（西国三十三所などの納経所）ではなく、阿弥陀堂にある納経所となるので注意。納経時間は「清水寺納経所」は8時から18時頃まで行っているが、阿弥陀堂納経所は17時頃に閉まることが多く、納経は16時45分頃に受付を終了することが多い。夕方遅くに参拝の場合は電話確認したほうが良い。また、清水寺の夜間拝観時は「清水寺納経所」のみ開き、阿弥陀堂納経所は開かない。なお、阿弥陀堂そのものは有料拝観区域を過ぎたところにあるが、順路通りだと有料の清水寺本堂を通過する必要がある。
  - 注5の光明寺は、普段は拝観無料で無料駐車場もあるが、紅葉期のみ拝観料を要し、駐車場も普段の無料駐車場が閉鎖され、離れたところに臨時有料駐車場が開設される。
  - 注6の金戒光明寺は御影堂が納経所となっている。普段は拝観料不要だが、紅葉期のみ拝観料を要する。